# Forty Guns
Forty Guns is een Amerikaanse western uit 1957 onder regie van Samuel Fuller. De film werd destijds uitgebracht onder de titel Veertig gevaarlijke vrijbuiters.

## Verhaal
Jessica Drummond en haar bende van veertig vrijbuiters heersen over het platteland van Arizona. Als Griff Bonnell in de streek aankomt om er de orde te handhaven, wordt Jessica verliefd op hem. Jessica en Griff hebben allebei schietgrage broers. Door hun liefde ontstaat er een ingewikkeld conflict.

## Rolverdeling
| Acteur           | Personage          |
| ---------------- | ------------------ |
| Barbara Stanwyck | Jessica Drummond   |
| Barry Sullivan   | Griff Bonnell      |
| Dean Jagger      | Ned Logan          |
| John Ericson     | Brockie Drummond   |
| Gene Barry       | Wes Bonnell        |
| Robert Dix       | Chico Bonnell      |
| Jidge Carroll    | Barney Cashman     |
| Paul Dubov       | Rechter Macy       |
| Gerald Milton    | Shotgun Spanger    |
| Ziva Rodann      | Rio                |
| Hank Worden      | John Chisum        |
| Neyle Morrow     | Wiley              |
| Chuck Roberson   | Howard Swain       |
| Chuck Hayward    | Charlie Savage     |
| Sandy Wirth      | Vriendin van Chico |